# Cosmopterix lienigiella
Cosmopterix lienigiella ist ein Schmetterling (Nachtfalter) aus der Familie der Prachtfalter (Cosmopterigidae).

## Merkmale
Die Falter erreichen eine Flügelspannweite von 10 bis 13 Millimeter. Der Kopf ist gelblich braun, hat eine weiße Mittellinie und zwei weiße Seitenlinien. Die Fühler sind graubraun und haben eine kurze, weiße Basallinie. Der Apikalbereich ist mehr oder weniger weiß geringelt. Der Thorax ist gelblich braun und hat eine weiße Mittellinie. Die Tegulae sind gelblich braun und innen weiß umrandet. Die Vorderflügel sind gelblich braun und haben in der Basalregion eine aus fünf weißen Linien bestehende Zeichnung. Die Costallinie reicht von 1/4 der Vorderflügellänge bis zur inneren, silbrig glänzenden Binde. Die Subcostallinie beginnt bei 1/3 der Vorderflügellänge und krümmt sich in der Mitte von der Costalader weg. Die Mittellinie ist gerade und reicht von der Flügelbasis bis zur Flügelmitte. Die Subdorsallinie ist kurz, sie beginnt bei 1/3 der Vorderflügellänge und endet hinter der Flügelmitte. Die Dorsallinie folgt dem Flügelinnenrand von der Basis bis zur Mitte. Hinter der Vorderflügelmitte befindet sich eine gelbe Binde, die sich zum Flügelinnenrand hin verjüngt. Sie ist innen und außen jeweils von einer höckrigen, silbrig glänzenden Binde umgeben. Die innere Binde reicht nicht bis zur Costalader und hat gelegentlich einen schwarzen Subcostalfleck an der Außenseite. Die äußere Binde ist in der Mitte unterbrochen. An der Innenseite befinden sich schwarze Subcostal- und Subdorsalflecke. Ein weißer Costalfleck grenzt außen an die äußere, silbrige Binde. Dieser ist in Richtung Apex verlängert. Am Apex befindet sich eine leicht gekrümmte, weiße Apexlinie. Die Fransenschuppen sind an der Costalader gelblich und am Flügelinnenrand gelblich braun. Die Hinterflügel sind gelblich grau. Das Abdomen ist dorsal gelblich braun.
Bei den Männchen ist das rechte Brachium hakenförmig und hat einen langen, spitz zulaufenden Apex. Es ist ungefähr achtmal so lang wie das linke Brachium. Die Valven sind halbrund, der obere Rand ist leicht konkav, der untere Rand nahezu gerade. Die Valvellae sind lang und asymmetrisch. In der Mitte sind sie rechtwinklig gebogen. Sie sind nahezu parallelwandig und laufen spitz zu. Der rechte Lobus ist mit einem hakenförmigen Auswuchs versehen. Der linke Lobus hat einen kleinen, unregelmäßigen, dorsalen Auswuchs. Der Aedeagus ist kannenförmig. Sein hinterer Teil weitet sich distal und hat ventral einen Flansch.
Bei den Weibchen ist das hintere Ende des 7. Sternits stark bogenförmig. Das 8. Segment ist anderthalb mal so breit wie lang. Das Ostium ist eiförmig und hat eine halbmondförmige Sklerotisierung. Das Sterigma ist rautenförmig, die distalen Wände sind stärker sklerotisiert. Der Ductus bursae ist deutlich kürzer als das Corpus bursae. Das Corpus bursae ist oval und hat zwei kleine sichelförmige Signa.

### Ähnliche Arten
Cosmopterix lienigiella ähnelt Cosmopterix salahinella, unterscheidet sich von dieser Art aber durch die breiteren Vorderflügel und die schmale Mittellinie in der Basalregion, die nicht bis zur gelben Binde reicht.

## Verbreitung
Das Verbreitungsgebiet reicht von Europa und Nordafrika bis in den Fernen Osten, bis nach Korea und Japan.

## Biologie
Die Raupen entwickeln sich an Schilfrohr (Phragmites australis). Sie minieren in den Blättern und können von September bis zum Frühling gefunden werden. Die Raupen überwintern in der Mine. Die Mine beginnt als Fraßgang und weitet sich bald zu einer länglichen Platzmine. Der Raupenkot wird zunächst ausgeworfen, später verbleibt er in der Mine und ist unregelmäßig verteilt. Die Raupen minieren meist aufwärts, gelegentlich aber auch abwärts. Sie sind in der Mine deutlich zu erkennen, fertigen aber – im Gegensatz zu anderen Cosmopterix-Arten – kein Versteck aus Spinnseide an. Ein Blatt kann mehrere Minen enthalten. Die Verpuppung findet im Mai in der Mine statt. Die Art bildet eine Generation im Jahr, die von Ende Mai bis Mitte Oktober fliegt. Die Falter können leicht von den Pflanzen gekeschert werden und kommen ans Licht.

## Systematik
Es ist das folgende Synonym bekannt:
- Cosmopteryx lienigiella Zeller, 1846

## Belege
1. 1 2 3 4 5  J. C. Koster, S. Yu. Sinev: Momphidae, Batrachedridae, Stathmopodidae, Agonoxenidae, Cosmopterigidae, Chrysopeleiidae. In: P. Huemer, O. Karsholt, L. Lyneborg (Hrsg.): Microlepidoptera of Europe. 1. Auflage. Band 5. Apollo Books, Stenstrup 2003, ISBN 87-88757-66-8, S. 119 (englisch).
2. ↑  Karl Traugott Schütze: Die Biologie der Kleinschmetterlinge unter besonderer Berücksichtigung ihrer Nährpflanzen und Erscheinungszeiten. Handbuch der Microlepidopteren. Raupenkalender geordnet nach der Illustrierten deutschen Flora von H. Wagner. Frankfurt am Main, Verlag des Internationalen Entomologischen Vereins e. V., 1931, S. 21
3. ↑  Cosmopterix lienigiella bei Fauna Europaea. Abgerufen am 16. Januar 2012